# (541020) 2017 YJ9
(541020) 2017 YJ9 es un asteroide perteneciente al cinturón de asteroides descubierto el 4 de mayo de 2005 por el equipo del Spacewatch desde el Observatorio Nacional de Kitt Peak, Arizona, Estados Unidos.

## Designación y nombre
Designado provisionalmente como 2017 YJ9.

## Características orbitales
2017 YJ9 está situado a una distancia media del Sol de 2,811 ua, pudiendo alejarse hasta 2,986 ua y acercarse hasta 2,635 ua. Su excentricidad es 0,062 y la inclinación orbital 5,662 grados. Emplea 1721,52 días en completar una órbita alrededor del Sol.

## Características físicas
La magnitud absoluta de 2017 YJ9 es 16,5. 